# بيتر أوكومو
بيتر أوكومو (بالإنجليزية: Peter Okumu)‏ (مواليد 9 أكتوبر 1962) هو ملاكم أوغندي، مثّل بلاده في الألعاب الأولمبية الصيفية 1984.

## روابط خارجية
بيتر أوكومو على موقع أوليمبيديا (الإنجليزية)